# Dolynske (Kamjanske)
Dolynske (ukrainisch Долинське; russisch Долинское Dolinskoje) ist ein Dorf im Westen der ukrainischen Oblast Dnipropetrowsk mit etwa 800 Einwohnern (2014).

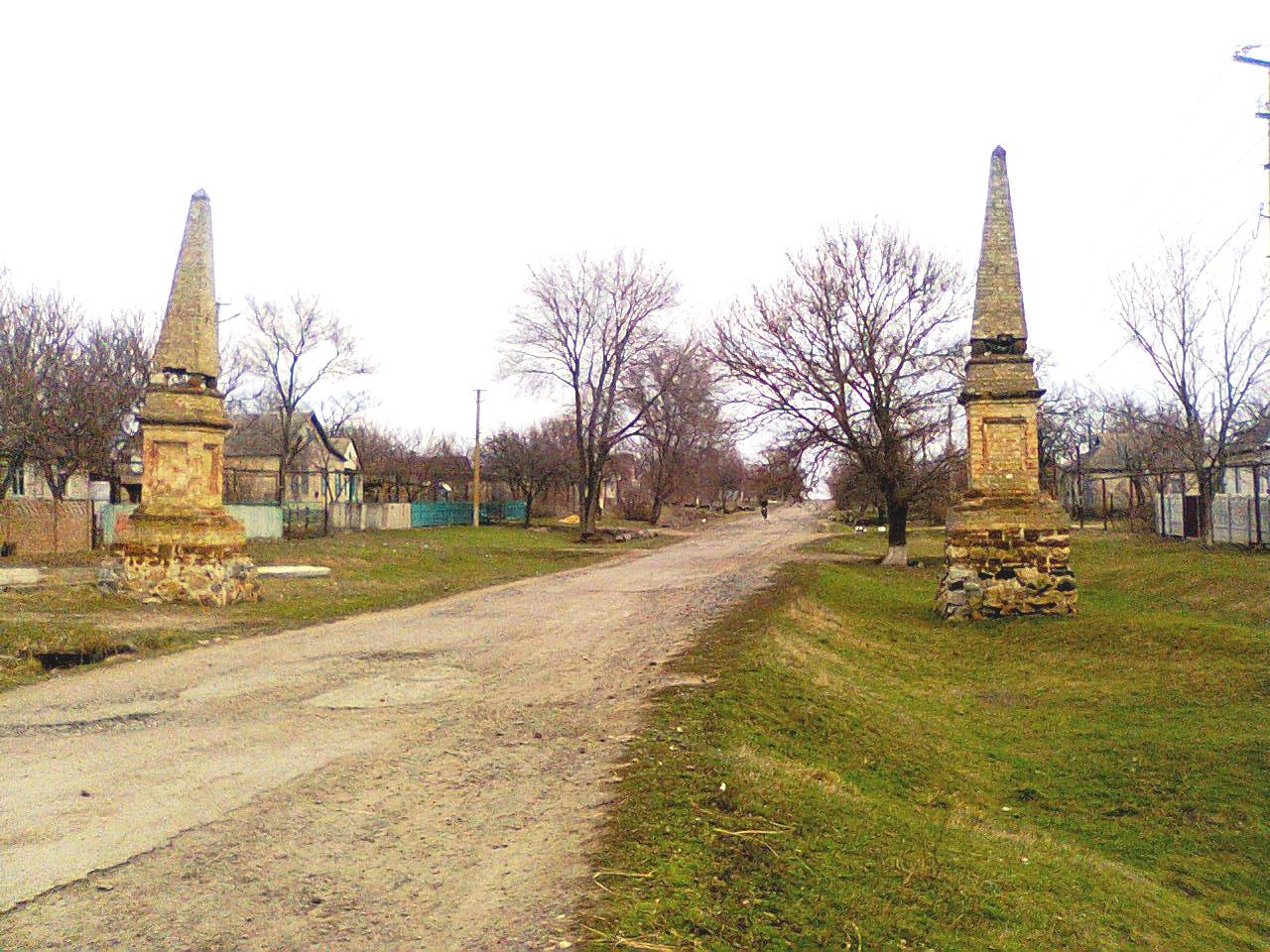
Katherinentor im Ort

Dolynske liegt am Ufer der Saksahan und an der Territorialstraße T–04–15. Südlich des Dorfes verläuft die Fernstraße M 04 / E 50, die Dolynske mit dem 26 km nordwestlich liegenden ehemaligen Rajonzentrum Pjatychatky verbindet. Der nächstgelegene Bahnhof befindet sich im Dorf Saksahan.
Am 12. Juni 2020 wurde das Dorf ein Teil der Landgemeinde Saksahan, bis dahin war es ein Teil der Landratsgemeinde Sajiwka (Саївська сільська рада/Sajiwska silska rada) im Südosten des Rajons Pjatychatky.
Am 17. Juli 2020 kam es im Zuge einer großen Rajonsreform zum Anschluss des Rajonsgebietes an den Rajon Kamjanske.